# Herb gminy Gaworzyce
Herb gminy Gaworzyce – jeden z symboli gminy Gaworzyce, autorstwa Pawła Szymona Towpika (kwerenda historyczna) oraz Tomasza Steifera, ustanowiony 29 czerwca 2016.

## Wygląd i symbolika
Herb przedstawia na tarczy w polu błękitnym, wiszącą i z prawej przechyloną ku dołowi, złotą wagę szalkową ze wskaźnikiem. Motyw wagi szalkowej znajduje się na pieczęci sądowej Gaworzyc z 1655 roku, znanej z odcisków z dokumentów XVIII-wiecznych oraz na kolejnej pieczęci, znanej z odcisków XIX-wiecznych. Jako pierwszy heraldyzacji tego znaku dokonał Otto Hupp. Waga stanowi jeden z symboli sprawiedliwości i jest często wykorzystywanym motywem pieczęci sądowych. We współczesnym opracowaniu herbu symbol ten nawiązuje także do tradycji targowych Gaworzyc.

## Historia
Herb został ustanowiony przez Radę Gminy 29 czerwca 2016. Wcześniej, od lat 90 gmina posługiwała się znakiem podobnym do herbu, gdzie przedstawiono Wzgórza Dalkowskie (zielone dwa pagórki), istniejące na terenie gminy zabytki (wieża kościelna i zarysy budynków) oraz rolniczy charakter gminy (dwa złote kłosy zboża).